# Elisabeth av Savojen-Carignano
Elisabeth av Savojen-Carignano, född 1800 i Paris, död 1856, var en österrikisk ärkehertiginna och vicedrottning av Lombardiet, gift 1820 med Rainier Joseph av Österrike. Hon var dotter till prins Carlo Emanuel av Savojen-Carignano och Maria Christina av Sachsen. 
Familjen var i Napoleon I:s förvar under hennes barndom och levde främst i Paris och Genève. Efter Napoleons fall arrangerades ett statusäktenskap åt henne. Som vicedrottning av Lombardiet levde hon i Milano, där hon främst ägnade sig åt representation. Hon lämnade Milano med sin familj under revolten 1848 och bodde sedan i Bosen i österrikiska Tyrolen.

## Barn
1. Maria Caroline av Österrike (1821-1844) ogift
2. Maria Adelheid av Österrike (1822-1855) gift med sin kusin Viktor Emanuel II av Italien (1820-1878)
3. Leopold Ludwig av Österrike (1823-1898) ogift
4. Ernst Karl Felix av Österrike (1824-1899) gift med (morganatiskt) Laura Skublics de Velike
5. Sigismund Leopold av Österrike (1826-1891) ogift
6. Rainer av Österrike (1827-1913) gift med Maria Carolina av Österrike (kusin)
7. Henrik Anton av Österrike (1828-1891) gift med (morganatiskt) Leopoldine Hofmann
8. Maximilian Karl av Österrike (1830-1839)